# Conjoint-Analyse
Conjoint-Analyse (auch Conjoint Measurement), deutsch Verbundanalyse bzw. Verbundmessung, ist eine multivariate Methode, die in der Psychologie entwickelt wurde. Unter Conjoint-Analyse versteht man heute jedes dekompositionelle Verfahren, das die Struktur der Präferenzen von Konsumenten schätzt, indem es auf deren Gesamturteile über eine Menge von Alternativen (Stimuli) zurückgreift, die durch Ausprägungen verschiedener Eigenschaften (auch Merkmale) spezifiziert sind. In der Praxis ist hierbei ein Stimulus in der Regel ein Produkt, das sich aus (Produkt-)Eigenschaften mit jeweils einer bestimmten Ausprägung zusammensetzt.

## Geschichte
Die Conjoint-Analyse wurde erstmals 1964 in den Arbeiten von Robert Luce und John Tukey erwähnt. In den 70er Jahren wurde sie von Paul E. Green und V. Seenu Srinivasan als Verfahren in die Marktforschung eingeführt. Diese ursprüngliche Methode wird heute als traditionelle bzw. klassische Conjoint-Analyse oder Profilmethode bezeichnet. In den 80er und 90er Jahren wurden diverse weitere Methoden entwickelt, so z. B. die adaptive Conjoint-Analyse und die auswahlbasierte Conjoint-Analyse. Heute gilt die Conjoint-Analyse als eine der am häufigsten eingesetzten Analysemethoden zur Erhebung der Präferenzen von Konsumenten.

## Verfahrensprinzip
Wesentlich für das Verständnis der Conjoint-Analyse ist das so genannte dekompositionelle Prinzip dieses Verfahrens: Ein Produkt (Stimulus) wird als Kombination (bzw. „Komposition“) der Ausprägungen seiner Eigenschaften interpretiert. Ziel ist es nun, die Nutzenurteile von Konsumenten für ganzheitliche Produkte zu verwenden, um auf die folgenden relativen Nutzenbeiträge zu schließen:
- Die Nutzenbeiträge der Eigenschaften zum Gesamtnutzen
- Die Nutzenbeiträge der einzelnen Ausprägungen der Eigenschaften zum Gesamtnutzen

Um die Nutzenurteile zu erheben, werden den Konsumenten ausschließlich ganzheitliche Produkte präsentiert, die sie in eine Rangfolge bringen, bzw. aus denen sie bestimmte vorgegebene Auswahlentscheidungen treffen. Die Nutzenbeiträge der Eigenschaften und Eigenschaftsausprägungen werden dann gemäß der jeweiligen Methode der Conjoint-Analyse berechnet.
Der große Vorteil dieses Ansatzes ist, dass die Entscheidungen der Konsumenten einer realen Entscheidungssituation (i. d. R. Kaufsituation) sehr nahe kommen, da wie in der Realität nur vollständige Produkte bewertet werden müssen. Die Beurteilung der Eigenschaften und Eigenschaftsausprägungen erfolgt implizit, ohne dass der Konsument explizite Aussagen hierzu treffen muss. Dieser Realitätsbezug ist der Grund für die Praxisbedeutung der Conjoint-Analyse.

### Beispiel
Ein Unternehmen möchte ein neues Produkt einführen. Das Produkt kann sich aus verschiedenen Ausprägungen verschiedener Eigenschaften zusammensetzen. Die Eigenschaften und ihre möglichen Ausprägungen lassen sich wie folgt darstellen:
| Eigenschaften         | Eigenschaftsausprägungen     |
| --------------------- | ---------------------------- |
| Produktdesign         | Design A, Design B, Design C |
| Produktname           | K2R, GLORY, BISSELL          |
| Preis                 | 1,19 $, 1,39 $, 1,59 $       |
| Gütesiegel            | Ja, Nein                     |
| Geldrücknahmegarantie | Ja, Nein                     |

Es stehen also 5 Eigenschaften zur Verfügung, 3 davon mit je 3 Ausprägungen, 2 davon mit 2 Ausprägungen. Insgesamt gibt es also 3 × 3 × 3 × 2 × 2 = 108 verschiedene Produkte. Es werden nun Produkte als Kombinationen von Eigenschaftsausprägungen definiert, z. B. also:
- „K2R“ in Design A zu 1,19 $, mit Gütesiegel und mit Geldrücknahmegarantie
- „GLORY“ in Design B zu 1,39 $, mit Gütesiegel und ohne Geldrücknahmegarantie
- etc.

Diese ganzheitlichen Produkte werden den Konsumenten nun zur Beurteilung vorgelegt.

## Einsatzgebiete
Als die drei wichtigsten Einsatzgebiete der Conjoint-Analyse in der Marktforschung können die Bereiche Produktentwicklung, Preispolitik und Marktsegmentierung gelten.

### Produktentwicklung
Im Bereich der Produktentwicklung spielen Conjoint-Analysen vor allem bei der Markteinführung (Launch) von neuen Produkten bzw. dem Relaunch bereits bestehender und zu modifizierender Produkte eine große Rolle. Eine typische Fragestellung in diesem Zusammenhang könnte lauten: „Welche Eigenschaften und Eigenschaftsausprägungen meines Produktes sind es, die dem Käufer den maximalen Nutzen stiften?“ Ziel ist es dabei nicht nur, den Absatz der Produkte zu steigern, sondern auch Kosten zu sparen, da die Conjoint-Analyse u. U. diejenigen Produktmerkmale als für den Käufer irrelevant identifiziert, die in der Herstellung mit hohen Kosten verbunden sind.
Ein Beispiel wäre die Untersuchung des Einflusses von Kindern auf die Produktpräferenzen ihrer Mütter beim Kauf von Fahrrädern.

### Preispolitik
Im Bereich der Preispolitik werden Conjoint-Analysen häufig eingesetzt, um die Datenbasis für die Berechnung der voraussichtlichen Preis-Absatz-Funktion für ein Produkt auf einem gegebenen Markt bzw. in einem Konkurrenzumfeld zu liefern. Mit den Daten der Conjoint-Analyse kann dabei eine Simulation durchgeführt werden, über die sich für ein gegebenes Produkt derjenige Preis errechnen lässt, der dem Hersteller das Gewinn-Optimum einbringt.
Ein Beispiel wäre die Analyse der Akzeptanz unterschiedlicher Preisniveaus für verschiedene Dienstleistungsstrategien bei technischen Konsumgütern.

### Marktsegmentierung
Durch auf Conjoint-Analysen basierende Marktsegmentierungen kann man z. B. vorhersagen, wie Mitbewerber auf Markteinführungen reagieren oder welche Marktanteile für bestimmte Produkte zu erwarten sind. Genauso ist es möglich, die Reaktion des Marktes (oder von Teilen des Marktes, also bestimmten Zielen) auf Variationen von bestimmten Eigenschaften abzuschätzen, wie z. B. Innovationen oder Änderungen der Markenstrategie.
Ein Beispiel wäre die Überprüfung der Größe des Dehnungspotentials einer Dachmarke in verschiedenen Zielgruppen.

## Traditionelle Profilmethode
Die Profilmethode hat ihren Namen, weil jedes Produkt (Stimulus) als vollständiges Profil seiner Eigenschaften dargestellt wird. Insofern geht man in der Profilmethode von der Festlegung der Eigenschaften und ihrer Ausprägungen aus. Darauf aufbauend wird der Versuchsplan festgelegt, also diejenigen Stimuli ausgewählt, die in die Bewertung durch die Testpersonen eingehen. Die Bewertung erfolgt dann mittels einer Form der Rangreihung, sodass im Ergebnis ordinal skalierte Rangwerte für die Stimuli vorliegen. Auf Basis dieser Rangwerte werden schließlich die Nutzenwerte geschätzt und im letzten Schritt aggregiert.

### Eigenschaften und ihre Ausprägungen
Jede Conjoint-Analyse beginnt mit der Festlegung der Eigenschaften und Eigenschaftsausprägungen, aus denen sich dann die Produkte zusammensetzen. Hierbei sollten die folgenden Voraussetzungen bestmöglich erfüllt sein:
- Die Eigenschaften und Eigenschaftsausprägungen sollten für den Konsumenten relevant, sowie durch den Hersteller beeinflussbar und realisierbar sein.
- Die ausgewählten Eigenschaften sollten unabhängig sein, das bedeutet, dass der empfundene Nutzen einer Eigenschaftsausprägung nicht durch die Ausprägungen anderer Eigenschaften beeinflusst wird.
- Die Eigenschaften und Eigenschaftsausprägungen sollten in einer kompensatorischen Beziehung zueinander stehen und keine Ausschlusskriterien („K.O.-Kriterien“) beinhalten. Dies bedeutet, dass der (hohe) Nutzen der Ausprägung einer Eigenschaft den (niedrigen) Nutzen der Ausprägung einer anderen Eigenschaft kompensieren kann.[15]
- Die Anzahl der Eigenschaften und Eigenschaftsausprägungen sollte begrenzt sein. Da in der Profilmethode als Stimuli alle Kombinationen der Eigenschaftsausprägungen berücksichtigt werden, steigt der Befragungsaufwand mit steigender Anzahl von Eigenschaften und Ausprägungen exponentiell.

Beispiel:
Unter Berücksichtigung der o. g. Voraussetzungen legt ein Margarinehersteller fest, dass die zu untersuchenden Eigenschaften „Verwendung“, „Energiegehalt“ und „Verpackung“ seien. Er sieht 3 Verwendungsweisen vor: Als Brotaufstrich, zum Kochen/Backen/Braten, universell (also beides). Die möglichen Verpackungen sind: Becher, Papier oder Portionsgrößen. Der Energiegehalt kann normal oder niedrig sein. Zusammengefasst ergibt sich folgender Überblick:
| Eigenschaften     | Eigenschaftsausprägungen                                    |
| ----------------- | ----------------------------------------------------------- |
| (A) Verwendung    | (1) Brotaufstrich, (2) Kochen/Backen/Braten, (3) universell |
| (B) Verpackung    | (1) Becher, (2) Papier, (3) Portionsgrößen                  |
| (C) Energiegehalt | (1) normal, (2) niedrig                                     |

### Versuchsplan
In der Erhebung der Profilmethode geht es um die Bewertung von Stimuli (Produkten), wobei ein Stimulus jeweils eine Kombination von genau einer Eigenschaftsausprägung für jede Eigenschaft ist. Damit ergibt sich die Gesamtzahl möglicher Stimuli als das Produkt der Anzahlen von Eigenschaftausprägungen jeder Eigenschaft. Hierbei gelten 20 Stimuli als die Obergrenze für einen geeigneten Versuchsplan. Ein Stimulus wird im Versuchsplan als vollständiges Produkt präsentiert, in der einfachsten Form als Karte, auf der alle Eigenschaften und ihre jeweilige Ausprägung erkennbar sind. Um die Reliabilität der Bewertung zu erhöhen, ist anzustreben, die Stimuli anstatt in Form von Karten so realitätsnah wie möglich zu präsentieren, also z. B. als Produktmuster, Proben, Reinzeichnungen, digitale Animationen o. ä.

#### Vollständiger Versuchsplan
Ein vollständiger Versuchsplan beinhaltet alle möglichen Stimuli. In einem Versuchsplan mit 3 Eigenschaften mit jeweils 2 Ausprägungen liegt eine Gesamtzahl von 2 × 2 × 2 = 8 möglichen Stimuli vor. Da dies die Forderung nach maximal 20 Stimuli erfüllt, würde man in diesem Beispiel einen vollständigen Versuchsplan verwenden, das heißt, es würden den Testpersonen alle 8 Stimuli zur Bewertung vorgelegt.
In einem Versuchsplan mit 3 Eigenschaften mit jeweils 3 Ausprägungen käme man insgesamt auf 3 × 3 × 3 = 27 Stimuli. In diesem Fall sollte man also einen reduzierten Versuchsplan verwenden.

#### Reduzierter Versuchsplan
Wenn in die vollständige Erhebung mehr als 20 Stimuli einbezogen werden müssten, kann man die Anzahl der Stimuli grundsätzlich auf zwei Arten reduzieren:
1. Durch eine entsprechende Zufallsauswahl
2. Durch Konstruktion eines orthogonalen Versuchsplans

Dabei sollte nur in einem der folgenden Fälle auf die Zufallsauswahl von 20 Stimuli zurückgegriffen werden:
- Wenn ein orthogonaler Versuchsplan nicht verfügbar ist.
- Wenn selbst bei erfolgter Konstruktion eines orthogonalen Versuchsplans immer noch mehr als 20 Stimuli vorhanden sind.

Falls der Spezialfall zutrifft, dass man es mit exakt 3 Eigenschaften zu tun hat, die alle dieselbe Zahl von Ausprägungen haben, erhält man den (symmetrischen) reduzierten Versuchsplan mithilfe eines Lateinischen Quadrats. Hierbei stellt man sicher, dass jede Ausprägung einer Eigenschaft genau einmal mit jeder Ausprägung einer anderen Eigenschaft vorkommt. So erhält man z. B. für einen (3 × 3 × 3)-Versuchsplan mit 27 Stimuli einen reduzierten Versuchsplan mit 9 Stimuli.
Der Normalfall ist entsprechend die Konstruktion eines asymmetrischen reduzierten Versuchsplans. Hierbei greift man zunächst auf ein existierendes orthogonaler Versuchsplan zurück.
Wenn möglich, verwendet man einen Versuchsplan, der exakt der Anzahl von Eigenschaften und Ausprägungen je Eigenschaft entspricht. In diesem Fall ist die Konstruktion bereits abgeschlossen.
Liegt kein exakt passender Versuchsplan vor, so wählt man einen Versuchsplan, der über die korrekte Anzahl von Eigenschaften verfügt, und für jede Eigenschaft mindestens so viele Ausprägungen vorsieht, wie in der Untersuchung vorhanden sind. Nun überführt man die in der Untersuchung nicht existierenden Ausprägungen mittels einer eindeutigen Transformation in existierende Ausprägungen. Diese Bedingung proportionaler Häufigkeiten ist hinreichend für die Erlangung von unkorrelierten Schätzungen, und damit für die Conjoint-Analyse zulässig.
Hat man nun im Ergebnis (ob mit oder ohne Transformation) immer noch mehr als 20 Stimuli, erfolgt eine zufällige Auswahl aus der bereits reduzierten Anzahl von Stimuli, um den Versuchsplan abzuschließen.
Beispiel:
Für einen (3 × 3 × 2 × 2)-Versuchsplan mit 4 Eigenschaften (A), (B), (C) und (D) wird ein reduzierter Versuchsplan benötigt. Es existiert ein orthogonaler Plan für einen (3 × 3 × 3 × 3)-Versuchsplan, der als Grundlage verwendet wird. Da die Eigenschaften (C) und (D) jeweils nur 2 Ausprägungen haben, also die 3. Ausprägung der beiden Eigenschaften gemäß orthogonalem Plan eliminiert werden muss, wird Ausprägung 3 in Ausprägung 1 transformiert, also 3 ⇒ 1.
Es ergibt sich folgender reduzierter (orthogonaler) Versuchsplan:
| Stimulus | (A) | (B) | (C)   | (D)   |
| -------- | --- | --- | ----- | ----- |
| 1        | 1   | 1   | 1     | 1     |
| 2        | 1   | 2   | 2     | 3 ⇒ 1 |
| 3        | 1   | 3   | 3 ⇒ 1 | 2     |
| 4        | 2   | 1   | 2     | 2     |
| 5        | 2   | 2   | 3 ⇒ 1 | 1     |
| 6        | 2   | 3   | 1     | 3 ⇒ 1 |
| 7        | 3   | 1   | 3 ⇒ 1 | 3 ⇒ 1 |
| 8        | 3   | 2   | 1     | 2     |
| 9        | 3   | 3   | 2     | 1     |

Damit liegen nun die 9 Stimuli fest, die in die Erhebung einbezogen werden. Aus dem orthogonalen Versuchsplan lassen sich direkt die Stimuli ablesen, wobei die Spalten den Eigenschaften entsprechen, mit ihren jeweiligen Ausprägungen für die 9 Stimuli in den Zeilen.

### Bewertung der Stimuli
Für die Schätzung der Teilnutzenwerte von Eigenschaften und Eigenschaftsausprägungen benötigt man in der Profilmethode ordinal skalierte Bewertungen der Stimuli. Hierfür ist eine Rangreihung der Stimuli die traditionelle Vorgehensweise. Allerdings stellt eine Rangreihung hohe kognitive Anforderungen an die Testpersonen, insbesondere dann, wenn die Anzahl der Stimuli steigt. Die Ergebnisse einer Rangreihung entsprechen daher oft nicht der tatsächlichen Präferenzstruktur der Testpersonen. Zur verbesserten Abbildung der tatsächlichen Präferenzstruktur existieren daher alternative Bewertungsmethoden wie Paarvergleiche und Choicing, bei denen die Rangreihung durch realitätsnahe, wiederholte Auswahl erreicht wird.

#### Rangreihung
Eine Rangreihung wird gebildet, indem einer Testperson alle Stimuli des Versuchsplans vorgelegt werden. Die Testperson bringt nun alle Stimuli in eine Reihenfolge, wobei jede Ranglistenposition den ordinal skalierten Rang des einzelnen Stimulus repräsentiert. Fehlende oder geteilte Ränge sind zwar zulässig, sollten aber im Interesse von validen Ergebnissen nach Möglichkeit minimiert werden.
Um die hohe Anforderung abzumildern, die eine Rangreihung an die Testperson stellt, kann es sinnvoll sein, die Testpersonen zunächst eine Grobeinteilung vornehmen zu lassen. Hierbei werden die Testpersonen aufgefordert, Gruppen nach grober Präferenz zu bilden (z. B. 3 Gruppen für die Präferenzen "niedrig", "mittel" und "hoch"), bevor dann innerhalb der Gruppen jeweils eine Rangreihung vorgenommen wird.
Häufig kommen auch Rating-Skalen als Hilfsmittel zum Einsatz. Hierbei gelten monadische Rating-Skalen, bei denen für jeden Stimulus ein Rating abgegeben wird, als schlechte Indikatoren, da hierbei jeder Stimulus vor allem isoliert beurteilt wird. Vorzuziehen sind demnach gemeinsame Rating-Skalen, bei denen alle Stimuli gemeinsam auf einer Achse angeordnet werden, mit der Möglichkeit, die Positionen im Laufe der Bewertung immer wieder anzupassen. Im Ergebnis stellt dies eine inhaltlich für die Testperson vereinfachte Rangreihung dar.

#### Paarvergleiche und Choicing
Um zu ordinal skalierten Bewertungen für alle Stimuli zu gelangen, ohne eine komplexe Rangreihung durchführen zu müssen, kann man die Testpersonen Paarvergleiche für alle Stimuli abgeben lassen. Hierbei muss die Testperson aus jedem möglichen Paar von Stimuli nur den Stimulus auswählen, der gegenüber dem anderen Stimulus präferiert wird. Diese Vorgehensweise führt zwar in der Regel zu einer besseren Abbildung der Präferenzstruktur, hat allerdings die beiden großen Nachteile, dass die Erhebung einerseits sehr zeitaufwendig ist, andererseits häufig Inkonsistenzen entstehen, wenn z. B. eine Testperson angibt, Stimulus A gegenüber B zu präferieren, sowie B gegenüber C, dann aber zu einem späteren Zeitpunkt C gegenüber A, wodurch eine eindeutige Rangreihung nicht bestimmt werden kann.
Um diesen beiden Problemen der Paarvergleiche zu begegnen, wird bei der Erhebungsmethode Choicing eine Auswahl aus 2 oder 3 Stimuli zugelassen. Hierbei wird das jeweils nächste Auswahlset von Stimuli stets aufgrund der aktuell bekannten Präferenzstruktur gebildet, wobei strenge Präferenzbeziehungen berücksichtigt werden. Zudem werden in der Bildung der Auswahlsets jeweils die aktuell am meisten präferierten Stimuli bevorzugt. Die Auswahl ist für die Testperson so immer noch sehr einfach, allerdings liegt das Ergebnis (die Rangreihung) deutlich schneller vor und ist in sich stets konsistent. Ein weiterer Vorteil besteht darin, dass man die Erhebung zeitlich begrenzen kann, wobei die aktuelle Rangreihung beim Abbruch die am meisten präferierten Stimuli korrekt abbildet.

### Schätzung und Aggregation
Auf Grundlage der empirisch ermittelten Rangdaten der Stimuli werden nun zunächst die Teilnutzenwerte für alle Eigenschaftsausprägungen ermittelt. Aus diesen Teilnutzenwerten lassen sich die Gesamtnutzenwerte aller Stimuli, sowie die relativen Wichtigkeiten der einzelnen Eigenschaften ableiten. Grundsätzlich erfolgt hierbei eine Bestimmung der Nutzenwerte für jede einzelne Testperson. Um zu einem Gesamtergebnis zu gelangen, werden die Einzel-Ergebnisse zunächst normiert, um sie dann aggregieren zu können. Alternativ ist auch eine gemeinsame Schätzung für alle Testpersonen gleichzeitig möglich, wovon aber nach Möglichkeit abzusehen ist, da dies mit einem Informationsverlust verbunden ist.

#### Mathematisches Modell
Die Profilmethode geht von einem additiven Modell aus, das heißt, dass die Summe der Teilnutzenwerte der Eigenschaftsausprägungen den Gesamtnutzenwert eines Stimulus ergeben. Dies lässt sich mathematisch wie folgt formulieren:
{\displaystyle y_{s}=\sum _{e=1}^{E}\sum _{a=1}^{A}\beta _{ea}\cdot d_{ea}}
mit:
{\displaystyle y_{s}}: Geschätzter Gesamtnutzenwert für Stimulus s
{\displaystyle \beta _{ea}}: Teilnutzenwert für Ausprägung a von Eigenschaft e
{\displaystyle d_{ea}}: Dummy-Variable, die 1 ist, wenn bei Stimulus s für die Eigenschaft e die Ausprägung a vorliegt, und sonst 0

#### Lösungsverfahren
Man ordnet die Rangwerte nun so an, dass der höchste Rangwert demjenigen Stimulus zugeordnet ist, für den die höchste Präferenz besteht. Ferner geht man davon aus, dass die Abstände zwischen den Rängen von den Testpersonen als gleich groß (äquidistant) angesehen werden. Durch diese Annahme kann man auf eine Lösung mit der KQ-Methode zurückgreifen. Hierbei minimiert man den quadrierten Abstand zwischen den empirischen Rangdaten r und den Nutzenwerten y, also:
{\displaystyle \min _{b}\sum _{s=1}^{S}(r_{s}-y_{s})^{2}}
Zur selben Lösung gelangt man mit einer Regressionsanalyse der Rangwerte r auf die Dummy-Variablen d. Dies ist die häufigste Methode der Berechnung, die bereits mit einfacher Standard-Software wie z. B. Excel durchführbar ist.
Möchte man die Annahme äquidistanter Ränge fallen lassen, weicht man auf die monotone Varianzanalyse aus. Hier wird in einem iterativen Verfahren, ausgehend von der KQ- bzw. Regressionslösung, ein angepasster monotoner Rangwert für die empirischen Rangwerte ermittelt, wobei das Verfahren beendet wird, wenn sich die Abweichung zwischen angepasster Rangwerten und geschätzten Nutzenwerten nicht weiter reduzieren lässt (also das „Stress“-Maß der monotonen Varianzanalyse minimiert wurde).

#### Aggregation der Nutzenwerte
Nach Durchführung der Schätzungen aller Teilnutzenwerte aller Testpersonen müssen diese individuellen Präferenzstrukturen zu einem Gesamtergebnis der Conjoint-Analyse normiert und dann aggregiert werden.
Hierzu wird zunächst in jedem Individualergebnis für jede Eigenschaft derjenige Teilnutzenwert auf Null gesetzt (normiert), der den geringsten Nutzenbeitrag liefert. Nun setzt man jeden (neuen) Teilnutzenwert ins Verhältnis zur Summe der maximalen Teilnutzenwerte jeder Eigenschaft. Dadurch erreicht man, dass
- alle Teilnutzenwerte zwischen 0 und 1 normiert und damit zwischen den Testpersonen vergleichbar sind,
- der maximale Nutzen eines Stimulus für jede Testperson genau 1 beträgt,
- die maximalen Teilnutzenwerte jeder Eigenschaft der relativen Wichtigkeit der Eigenschaft entsprechen.

Beispiel:
Für eine Eigenschaft (A) liegen die Teilnutzenwerte -2, 0 und 2 für die 3 Ausprägungen von A vor, und für eine Eigenschaft (B) die Teilnutzenwerte 0,1667 und -0,1667 für die 2 Ausprägungen von B. Durch die Normierung erhält man für (A) 0, 2 und 4, sowie für (B) 0,3334 und 0. Die Summe der maximalen Teilnutzenwerte entspricht also 4,3334. Setzt man die Teilnutzenwerte nun hierzu ins Verhältnis, erhält man schließlich für (A) 0, 0,462 und 0,923, sowie für (B) 0 und 0,077. Entsprechend ist die relative Wichtigkeit von (A) 92,3 % und für (B) 7,7 %.

## Zwei Standardverfahren der Conjoint-Analyse
Die Grundform der Conjoint-Analyse ist im Laufe der Jahre in zahlreiche Varianten überführt worden, die dazu dienen sollen, bestimmte Schwächen des traditionellen Verfahrens zu überwinden. Vor allem sind zwei Nachteile zu erwähnen: Einerseits sind in der ursprünglichen Version die Anzahl Merkmale, die abgefragt werden können, sehr begrenzt. Zum anderen liefern Rating- und Ranking-Fragen, wie sie dort verwendet werden, keinen direkten Rückschluss auf die tatsächliche Produktauswahl eines Befragten, die die Grundlage einer Marktsimulation sind.
Unter den Conjoint-Methoden, die sich im Laufe der Jahre durch Modifikationen und Spezialisierung der bestehenden Verfahren entwickelt haben, haben sich zwei Verfahren durchgesetzt, die einen besseren Umgang mit diesen Problemen erlauben: die adaptive Conjoint-Analyse (ACA) und die auswahlbasierte Conjoint-Analyse (englisch Choice Based Conjoint Analysis, kurz: CBCA).

### Die adaptive Conjoint-Analyse
Im Unterschied zu den „klassischen“ Conjoint-Methoden stellt die adaptive Conjoint-Analyse ein Verfahren dar, das nur computergestützt durchführbar ist. Als adaptiv wird dieses Verfahren deshalb bezeichnet, weil die Eingaben des Probanden bereits während des Interviews vom Rechner verarbeitet und dazu verwendet werden, die jeweils nächste Fragebogenseite zu entwickeln. Das Interview passt sich also der individuellen Präferenzstruktur des einzelnen Nutzers an, um möglichst aussagekräftige Informationen aus den Interviews zu ziehen. Für den Befragten stellt sich die adaptive Conjoint-Analyse als eine recht abwechslungsreiche Art der Befragung dar, da eine ACA aus insgesamt fünf Befragungsphasen besteht, die er zu durchlaufen hat. Dabei lernt der Rechner die Präferenzstruktur des Probanden von Phase zu Phase besser kennen und gestaltet die Fragebogenseiten jeweils so, dass sie den maximalen Informationswert bringen.
Im Gegensatz zur klassischen Conjoint-Analyse ist die ACA keine Full-Profile-Methode, das heißt, dass der Proband im Laufe des Interviews niemals Produktkombinationen bewerten muss, die sich aus ALLEN Merkmalen zusammensetzen. Jedes der zu bewertenden Produkte besteht vielmehr aus einer nur kleinen Zahl von Merkmalen, wobei sich im Laufe des Interviews trotzdem Informationen über die Präferenzstruktur des Probanden bezüglich aller Merkmale ergeben. Zwar steigt mit einer höheren Anzahl an Merkmalen die Länge des Interviews, da vom Probanden mehr Präferenzurteile verlangt werden. Die Interviewlängen bewegen sich aber selbst bei großen Versuchsplänen in moderaten Größenordnungen. In der Praxis werden ACA-Studien meist mit 8–15 Merkmalen und jeweils ca. fünf Ausprägungen durchgeführt, theoretisch besteht die Möglichkeit, bis zu 30 Merkmale in das Befragungsdesign mit aufzunehmen. Da es für den Befragten schwierig ist konsistente Bewertungen für einen komplexen Sachverhalt abzugeben, lässt sich beim ACA der Effekt beobachten, dass Merkmale, die für den Probanden "tatsächlich" unwichtig sind, von ihm tendenziell überschätzt, wichtige Merkmale jedoch tendenziell unterschätzt werden. Dies ist insbesondere dann problematisch, wenn Preisbestimmung oder Marktsimulationen ein Kernziel der Studie sind.

### Die wahlbasierte Conjoint-Analyse
Den zweiten Fortschritt im Bereich der Conjoint-Verfahren stellt die wahlbasierte Conjoint-Analyse dar, die so genannte auswahlbasierte Conjoint-Analyse (englisch Choice-Based Conjoint Analysis, kurz: CBCA) genannt. Im Gegensatz zur traditionellen Conjoint-Analyse handelt es sich bei der CBC um ein Verfahren, welches auf den Erkenntnissen der ökonomischen Entscheidungstheorie basiert. Durch die Abbildung der Entscheidungssituation der Konsumenten werden vor allem zwei Verbesserungen erzielt: Erstens sind die Prognosen auf Grund der größeren Realitätsnähe genauer und zweitens sind sie verhaltens- und damit direkt umsatzorientiert. Die im Zuge der auswahlbasierten Conjoint-Analyse gewonnenen Kaufwahrscheinlichkeiten lassen sich direkt in erwartete Deckungsbeiträge, Gewinne und Marktanteile umrechnen.
Im Gegensatz zur ACA handelt es sich bei der CBC um ein Full-Profile-Verfahren, der Proband bewertet also Produkte, die sich, wie in der realen Kaufsituation, stets aus allen möglichen Merkmalen zusammensetzen. Ein weiterer Unterschied zur ACA besteht darin, dass der Nutzer seine Bewertung bezüglich der vorgelegten Produkte nicht abstufen kann. Der Nutzer bekommt vielmehr pro Befragungsseite eine Reihe von Produkten vorgelegt, aus denen er nur eines als das von ihm präferierte auswählen, d. h. "erwerben", kann.
Da der Proband bei einer solchen Situation beispielsweise vier Produkte mit jeweils all ihren Merkmalen gegeneinander abwägen muss, stellt das CBC ungleich höhere Anforderungen an die Aufmerksamkeit des Untersuchungsteilnehmers als eine ACA. Im Gegenzug lässt sich aus den so erhaltenen Antworten der Trade-off zwischen den einzelnen Merkmalen genauer bestimmen. Es werden auch implizite Entscheidungskriterien offensichtlicher, die dem Befragten nicht unbedingt bewusst sind.
Bei längeren Interviews kann jedoch beim Befragten ein Lernprozess erfolgen, in dem er die Produkte nicht mehr in ihrer Gesamtheit wahrnimmt, sondern nur noch auf Grund weniger für ihn relevanter Merkmale (z. B. Marke, Preis) entscheidet. Die Aufgabenstellung imitiert dabei den Kaufprozess, in dem der Käufer unwichtige Merkmale ausblendet und sich auf relevante Kriterien konzentriert. Solange die Informationsreduktion jedoch derjenigen des realen Kaufprozesses entspricht, was häufig beobachtet wird, ist dies wenig problematisch.
Zurzeit ist die auswahlbasierte Conjoint-Analyse der „goldene Standard“ der Branche.
Unter dem Namen Choice Experiment wird die auswahlbasierte Conjoint-Analyse auch in anderen Bereichen verwendet u. a. Gesundheits- und Umweltökonomik.

## Weiterentwicklungen

### Die Limit-Conjoint-Analyse (LCA)
Die Limit-Conjoint-Analyse (LCA) erweitert die traditionellen Conjoint-Ansätze um einen weiteren Verfahrensschritt. Den Probanden wird im ersten Schritt eine bestimmte Anzahl von Stimuli vorgelegt, welche nach Maßgabe des Versuchsplans bewertet und in eine Rangfolge gebracht werden müssen. Ein Stimulus ist hier eine Kombination verschiedener Eigenschaftsausprägungen.
Im zweiten Schritt werden nun die individuellen Kaufbereitschaften erhoben, indem die Stimuli in kaufenswerte und nicht-kaufenswerte Alternativen unterteilt werden. Dies geschieht durch Platzieren einer Limit-Card (LC) hinter dem letzten noch kaufenswerten Rangplatz. Dabei kann die LC nicht ausschließlich zwischen zwei Stimuli, sondern vielmehr auch vor dem ersten oder hinter dem letzten Rangplatz gesetzt werden. So kann der Proband ausdrücken, dass er bezüglich keines bzw. aller Stimuli eine Kaufbereitschaft aufweist.
Die LC wird als Nutzennullpunkt interpretiert. Kaufenswerte Stimuli nehmen positive, nicht kaufenswerte nehmen negative Nutzenwerte an. Dieses Vorgehen macht die Annahme notwendig, dass die Probanden die Nutzenabstände zwischen den Rängen als gleich bleibend beurteilen. Auch die Gruppen der als „kaufenswert“ und „nicht kaufenswert“ eingestuften Stimuli müssen als gleich skaliert angenommen werden. Auf diesem Wege werden, im Gegensatz zur klassischen Conjoint-Analyse, absolute Nutzenwerte, anstelle von bloßen Nutzenänderungen ermittelt.
Damit wird eine zentrale Schwäche der traditionellen Conjoint-Analyse – nämlich, dass die Prognose von Kaufentscheidungen kaum möglich ist, da hier nur Präferenzinformationen erhoben werden, die aber die Abbildung von Nicht-Käufen nicht zulassen – beseitigt, allerdings erlaubt auch die LCA nur die Aufnahme einer geringen Anzahl von Merkmalen.

### Die Hierarchische Individualisierte Limit Conjoint-Analyse (HILCA)
Die HILCA erreicht zum einen eine verbesserte Prognosefähigkeit von Kaufentscheidungen durch Berücksichtigung der Idee der Limit Conjoint-Analyse. Um darüber hinaus eine größere Merkmalszahl innerhalb des Verfahrens abbilden zu können, greift die HILCA auf Kognitions-Theorien zurück. Diese gehen davon aus, dass Individuen zur Vermeidung kognitiver Überlastung bei komplexen Beurteilungsaufgaben eine Hierarchisierung und anschließende sukzessive Bearbeitung der zu verarbeiteten Informationen vornehmen. Durch einen hierarchischen Beurteilungsansatz für Merkmale, der eine andere Art der Hierarchisierung im Vergleich zur Hierarchischen Conjoint-Analyse vornimmt, und den Grundgedanken der Limit Conjoint-Analyse lässt sich die HILCA kennzeichnen, die sowohl die Aufnahme einer theoretisch unbegrenzten Anzahl von Merkmalen erlaubt als auch die Kaufentscheidungsprognose zu verbessern beabsichtigt.

### Die Multi-Rule-Conjoint-Analyse (MRC)
Das Multi-Rule-Conjoint-Verfahren (MRC) berücksichtigt mehrere (englisch multi) psychologische Entscheidungsregeln (englisch rule) der Befragten. Dadurch kann diese Methode im Gegensatz zu den klassischen Conjoint-Analysen nicht nur rationale, sondern auch irrationale Entscheidungen abbilden. Da das irrationale ebenso wie das rationale Entscheidungsverhalten eine bestimmte Systematik aufweist, lässt es sich statistisch berechnen und vorhersagen.
Der rationale Entscheider in den traditionellen Conjoint-Berechnungsmodellen bewertet und gewichtet die Ausprägungen eines Gutes einzeln und fällt seine Entscheidung durch Summierung der Teilnutzenwerte zu einem Gesamtnutzen. Ein irrationaler Entscheider orientiert sich hingegen an bestimmten Referenzwerten, wie beispielsweise Preisnachlässen, und vergleicht die verschiedenen Angebote direkt anhand dieser Eigenschaften. Für ihn ist entscheidend, welche Alternative bei den meisten Eigenschaften bezüglich des jeweiligen Referenzwertes die bessere Option darstellt und nicht, welche rational gesehen in Summe den tatsächlich größeren Gesamtnutzen besitzt.
Durch eine Kombination der statistischen Algorithmen zur Prognose von rationalem und irrationalem Entscheidungsverhalten lässt sich dann die Vorhersagequalität erheblich steigern.

### Auswahlbasierte Conjoint-Analyse mit hierarchischer Bayes-Schätzung (CBCHB)
Mit Hilfe hierarchischer bayesscher (HB) Modelle lassen sich die Präferenzen der individuellen Personen innerhalb eines Datensatzes schätzen. Hierbei ist anzumerken, dass die hierarchische Bayes-Schätzung ein spezielles statistisches Schätzverfahren ist und nicht mit der hierarchischen Strukturierung einer Bewertungsaufgabe verwechselt werden darf. Wo individuell zu wenig Information über die Bewertung einzelner Merkmale vorhanden ist, wird diese im Rahmen der HB-Schätzung aus der Präferenzverteilung der Gesamtpopulation abgeleitet, was zu sehr robusten Ergebnissen führt. Die Verteilung der Präferenzen in der Gesamtpopulation ist hierbei von besonderem Interesse, da durch sie die Heterogenität der Kunden abgebildet wird. Aus der Heterogenität der Kundenpopulation kann z. B. abgeleitet werden, welcher Anteil der Kunden überhaupt ausreichend stark ausgeprägte Präferenzen besitzt, um ihnen das Produkt profitabel anbieten zu können. Weiterhin vermeidet das hierarchisch bayessche Verfahren Verzerrungen bei der Anwendung in der Simulation von Gewinnen und Deckungsbeiträgen, welche bei den aggregierten Verfahren durch die Jensensche Ungleichung unweigerlich auftreten, sobald die Populationsverteilung überhaupt eine Heterogenität aufweist. Eine neue Verfahrensvariante ist die adaptive auswahlbasierte Conjoint-Analyse (ACBCA).